# Yibin
Yibin (en chino, 宜宾; pinyin, Yíbīn; en sichuanés, ȵi2bin1) es una ciudad-prefectura en la provincia de Sichuan, República Popular de China. Limita al norte con Zigong, al sur con Zhaotong, al oeste con Liangshan Yi y al este con  Luzhou. Su área es de 13 270 km² y su población total para 2010 superó los 4,47 millones de habitantes. 
Es la ciudad natal del ex primer ministro del Consejo de Estado, Li Peng.

## Administración
La ciudad-prefectura de Yibin se divide en 10 localidades que se administran en 3 distritos urbanos y 7 condados rurales.
- Distrito Cuiping 翠屏区
- Distrito Xuzhou 叙州区
- Distrito Nanxi 南溪区
- Condado Jiang'an 江安县
- Condado Changning 长宁县
- Condado Gao 高县
- Condado Junlian 筠连县
- Condado Gong 珙县
- Condado Xingwen 兴文县
- Condado Pingshan 屏山县

## Toponimia
Durante la dinastía Tang se estableció aquí el condado Yibin (义宾), pero más tarde, debido al tabú que un lugar lleve el nombre de un gobernante, se cambió por su homófono Yibin (宜宾), nombre de la frase; lugar adecuado para huéspedes de todas partes (适宜四方宾客之地 ShìYí sìfāng bīnkè zhī dì).
El nombre Yibin no solo refleja la hospitalidad de la región, sino también su papel histórico como un centro de intercambio cultural y comercial en el suroeste de China. La ciudad ha sido un importante punto de conexión entre las llanuras centrales de China y las regiones fronterizas del suroeste.

## Historia
Yibin ha estado habitada desde hace 40 000 años y fue establecida como condado en la Dinastía Han.
Previamente la ciudad fue conocida como Suifu.

## Economía
la industria de la ciudad se centra en la electrónica, productos alimenticios, y la generación de energía. También se produce papel, seda y productos de cuero. La región circundante es rica en recursos agrícolas, el cultivo del arroz, cebada, semillas oleaginosas, sésamo, y el té.
El mayor empleador en Yibín es Wuliangye, una empresa conocida por Wuliangye, de licor destilado tradicional chino. El Grupo de Wuliangye creció de una pequeña empresa que empleaba a 300 personas en 1977 en una gran empresa que emplea a más de 20.000 en una planta de siete kilómetros cuadrados.

## Clima
Yibin tiene una de cuatro estaciones, con influencia del Monzón, el Clima subtropical húmedo, con inviernos suaves y veranos largos y calurosos. Los promedios mensuales varían entre 7C a 26C, con un promedio anual de 17C. A pesar de la precipitación anual cae casi en su totalidad durante los meses de verano, la humedad es alta todo el año y sólo hay 1.018 horas de sol al año, uno de los más bajos en toda China.
| Parámetros climáticos promedio de Yibin (1971–2000) | Parámetros climáticos promedio de Yibin (1971–2000) | Parámetros climáticos promedio de Yibin (1971–2000) | Parámetros climáticos promedio de Yibin (1971–2000) | Parámetros climáticos promedio de Yibin (1971–2000) | Parámetros climáticos promedio de Yibin (1971–2000) | Parámetros climáticos promedio de Yibin (1971–2000) | Parámetros climáticos promedio de Yibin (1971–2000) | Parámetros climáticos promedio de Yibin (1971–2000) | Parámetros climáticos promedio de Yibin (1971–2000) | Parámetros climáticos promedio de Yibin (1971–2000) | Parámetros climáticos promedio de Yibin (1971–2000) | Parámetros climáticos promedio de Yibin (1971–2000) | Parámetros climáticos promedio de Yibin (1971–2000) |
| Mes                                                 | Ene.                                                | Feb.                                                | Mar.                                                | Abr.                                                | May.                                                | Jun.                                                | Jul.                                                | Ago.                                                | Sep.                                                | Oct.                                                | Nov.                                                | Dic.                                                | Anual                                               |
| --------------------------------------------------- | --------------------------------------------------- | --------------------------------------------------- | --------------------------------------------------- | --------------------------------------------------- | --------------------------------------------------- | --------------------------------------------------- | --------------------------------------------------- | --------------------------------------------------- | --------------------------------------------------- | --------------------------------------------------- | --------------------------------------------------- | --------------------------------------------------- | --------------------------------------------------- |
| Temp. máx. media (°C)                               | 10.5                                                | 12.5                                                | 17.5                                                | 23.2                                                | 26.9                                                | 28.9                                                | 31.2                                                | 31.5                                                | 26.5                                                | 21.5                                                | 17.0                                                | 11.9                                                | 21.6                                                |
| Temp. mín. media (°C)                               | 5.9                                                 | 7.4                                                 | 10.9                                                | 15.3                                                | 19.0                                                | 21.5                                                | 23.4                                                | 23.3                                                | 20.1                                                | 16.2                                                | 12.0                                                | 7.5                                                 | 15.2                                                |
| Precipitación total (mm)                            | 19.6                                                | 26.3                                                | 32.7                                                | 60.2                                                | 110.5                                               | 161.7                                               | 228.7                                               | 188.4                                               | 119.5                                               | 64.4                                                | 33.3                                                | 17.8                                                | 1063.1                                              |
| Días de precipitaciones (≥ 0.1 mm)                  | 11.2                                                | 12.5                                                | 13.2                                                | 14.1                                                | 16.3                                                | 17.1                                                | 14.7                                                | 13.4                                                | 16.3                                                | 16.6                                                | 12.0                                                | 10.5                                                | 167.9                                               |
| Horas de sol                                        | 32.1                                                | 39.6                                                | 78.5                                                | 116.0                                               | 116.9                                               | 107.7                                               | 147.2                                               | 169.0                                               | 81.6                                                | 53.1                                                | 45.8                                                | 30.7                                                | 1018.2                                              |
| Humedad relativa (%)                                | 85                                                  | 83                                                  | 79                                                  | 76                                                  | 76                                                  | 81                                                  | 82                                                  | 80                                                  | 83                                                  | 85                                                  | 84                                                  | 85                                                  | 81.6                                                |
| Fuente: China Meteorological Administration         |                                                     |                                                     |                                                     |                                                     |                                                     |                                                     |                                                     |                                                     |                                                     |                                                     |                                                     |                                                     |                                                     |